# Anders Söderberg
För andra betydelser, se Anders Söderberg (olika betydelser).
Anders Söderberg, född 7 oktober 1975 i Örnsköldsvik, är en svensk före detta ishockeyspelare.

## Karriär
Söderberg slog igenom som junior i MODO Hockey och spelade sin första Elitseriematch 1993. Han blev därefter uttagen i Sveriges herrjuniorlandslag i ishockey och spel i tre internationella turneringar. Han blev 1996 draftad av Boston Bruins. Efter säsongen 2003/2004 gick han över till spel i Skellefteå AIK. 
Hans främsta styrka bedöms vara den snabba skridskoåkningen och den fina tekniken. Trots att han inte är så storväxt, besitter han ett väldigt hårt skott. Under försäsongen 2008 uppmättes hans skott till 167,3 km/h när hans lag Skellefteå AIK spelade träningsmatcher i Tyskland.
Söderberg utsågs till Rinkens riddare 2007 som årets gentleman i Elitserien. Han är den spelare i Elitserien som har varit med om flest SM-finalförluster utan att vinna ett enda SM-guld (6 st). Den 15 augusti 2012 meddelades det att Söderberg avslutar sin ishockeykarriär.

## Meriter
- Junior 18 RM-guld 1993
- Junior 20 VM-silver 1994
- Junior 20 VM-brons 1995
- Vinnare av Rinkens riddare 2007

## Klubbar
- MODO Hockey, 1993-2004 (Elitserien)
- Skellefteå AIK, 2004-2012 (Allsvenskan, Elitserien)